# 日仏関係
日仏関係（にちふつかんけい、フランス語: Relations Franco–Japonaises）では、日本とフランスの両国関係について総合的に述べる。

## 概説
日仏関係の歴史は17世紀初頭にまで遡り、スペインから海路ローマに向かっていた日本の慶長遣欧使節が1615年に南フランスに上陸したことに始まる。
およそ2世紀に渡る鎖国政策が解かれ、両国は19世紀後半以降軍事・経済・法律・芸術分野において重要な関係を築いていった。江戸幕府はジュール・ブリュネら軍事顧問団を通じて軍備の近代化を進め、明治政府も陸軍兵制にフランス式を導入した。またその後も日本はさまざまな分野で特にルイ＝エミール・ベルタンは大日本帝国海軍の創設期において造船産業の発展に寄与し、また法令の整備などについてもギュスターヴ・エミール・ボアソナードなどフランスの支援を受けていた。ただし、明治政府（大日本帝国）は戊辰戦争や普仏戦争の結果を受け、イギリス（イギリス帝国）やドイツ帝国の方が近代化モデルに好適と考え、フランスの影響は両国と比較すると相対的に小さくなった。
その後の日仏関係は他国との関係に左右され、第二次世界大戦では両国軍が交戦し、戦後はフランス政府による日本占領への間接的関与も起こったが、外交関係の回復後は概ね良好な関係を維持している。ただし時として経済・文化面での不満が特にフランス側から提起される事象もある。
フランスは近代芸術において日本の美術すなわちジャポニスムに感化されている点があり、また印象派などに影響を与えた。またフランスで繁栄した絹織物産業は日本の支援を受けていた。一方で日本でもフランス文化は幅広く受容され、特に絵画や彫刻を顕著に、日本の美術は若手から大家まで数多くの芸術家が現地渡航や知識の摂取などで強烈な影響をフランスから受け、これは映画やファッションなど芸術分野の全般に及んだ。また、国際法や国際組織ではフランス語が英語と並んで主流となっている側面もあり、大学での第2外国語などではフランス語が幅広く学ばれている。

## 両国の比較
|             | 日本                           | フランス                       |
| ----------- | ------------------------------ | ------------------------------ |
| 人口        | 1億2614万6000人（2020年10月）  | 6706万人（2020年1月）          |
| 国土面積    | 37万7975平方キロメートル       | 54万4000平方キロメートル       |
| 首都        | 東京                           | パリ                           |
| 最大都市    | 東京都区部                     | パリ                           |
| 政体        | 議院内閣制、立憲君主国         | 半大統領制、共和国             |
| 公用語      | 日本語                         | フランス語                     |
| 国教        | 無し                           | 無し                           |
| GDP（名目） | 5兆648億7300万米ドル（2020年） | 2兆6030億400万米ドル（2020年） |
| 防衛費      | 491億米ドル（2020年）          | 527億米ドル（2020年）          |

## 日仏関係史

### 18世紀以前

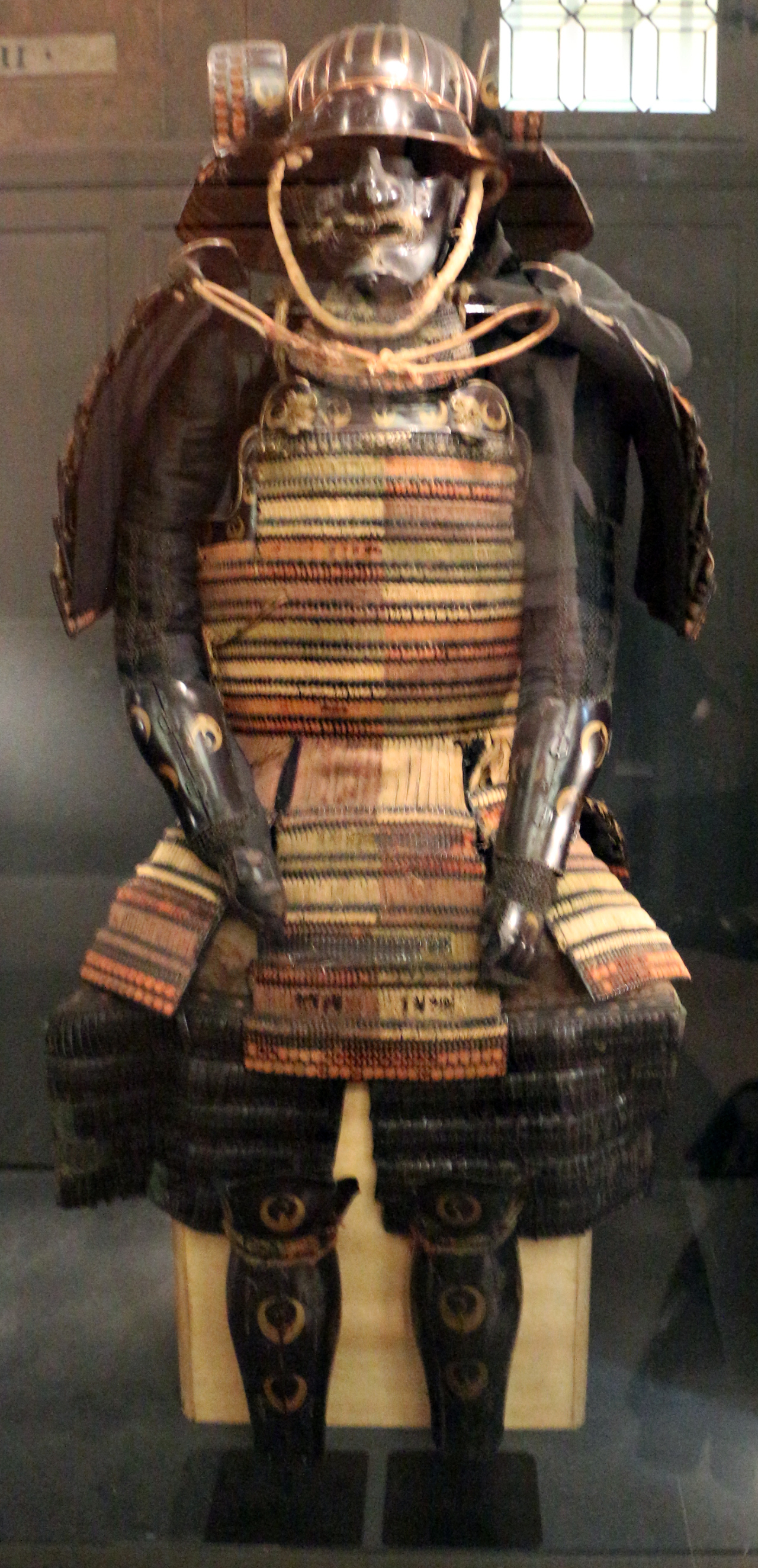
家康からオランダへ贈られた甲冑であるが、ルイ14世がオランダを侵攻した際の戦利品としてフランスに持ち帰り、東国を知る象徴としてベルサイユ宮殿の天井画にこの甲冑が描かれている

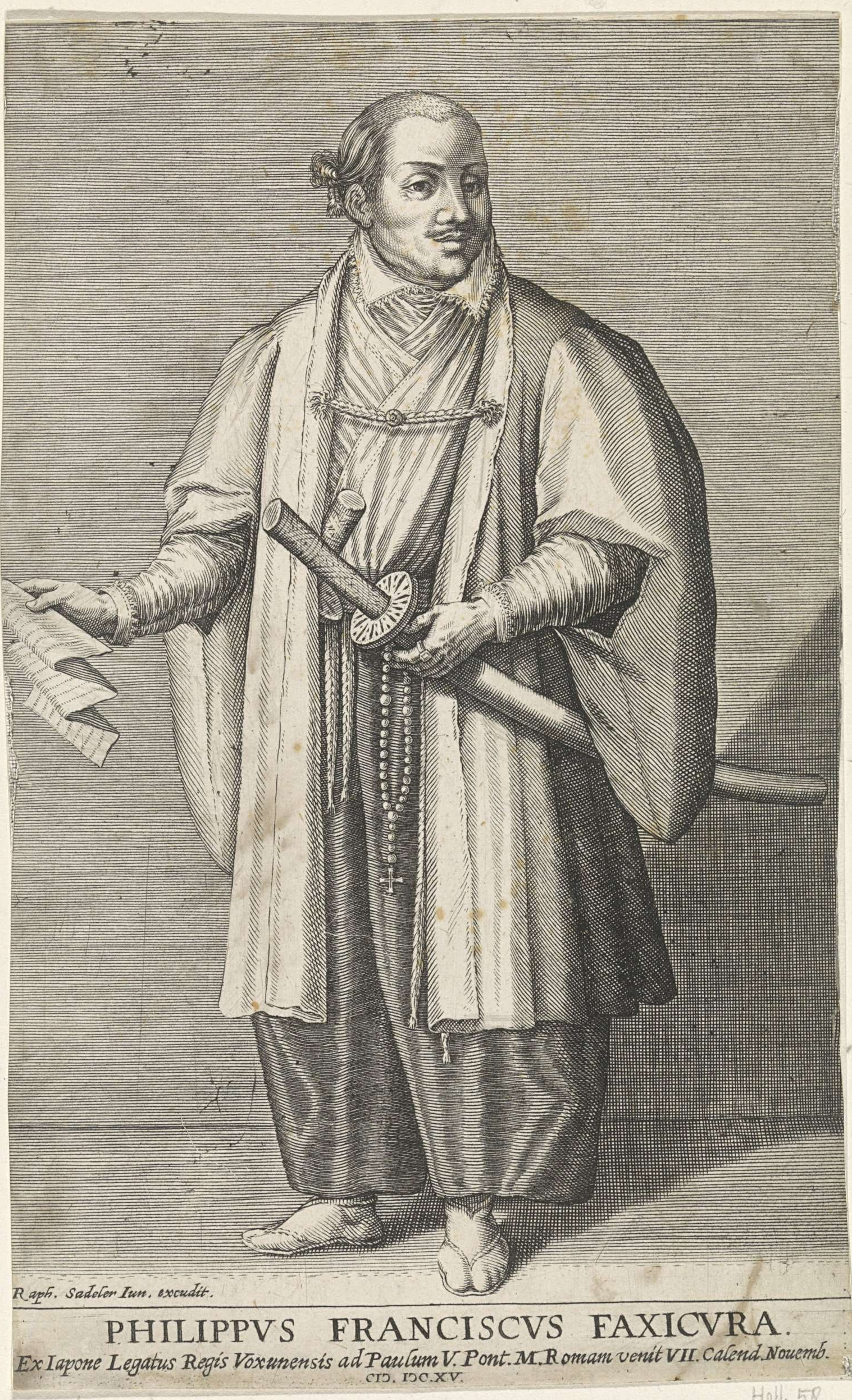
17世紀にフランスを訪れた支倉常長

- 1600年代から1610年代 - 同年代作製の日本甲冑がフランスに4領現存する。形式から徳川家康が贈ったものと見られる。ただし、そのうちの最も知られているヴェルサイユ宮殿の鏡の廊下に描かれている甲冑は、ルイ14世がゲント（当時オランダ戦争を繰り広げていた）からの戦利品であることが天井画に記されており、甲冑の現物はパリのアンヴァリッド廃兵院（軍事博物館）にあることから、フランスとの直接的関係があるものではないが、当時の為政者であるルイ14世が日本を意識していたことを示す史料と考えることができる。ちなみにこれらの鎧は徳川家康と秀忠についていた甲冑師・岩井与左衛門の作品であることがわかるが、施された蒔絵の鶴丸紋から、森家、蒲生家あたりの由来が推察される。
- 1615年 - 仙台藩主伊達政宗がローマに派遣した慶長遣欧使節の支倉常長がサントロペに上陸、この出来事がフランスと日本の初めての接触とされる。
- 1619年 - フランスのユグノーの家に生まれたフランソワ・カロンがオランダ東インド会社社員として日本に着任。フランス出身の人物が日本を訪れたのはこれが最初である。カロンは20年間日本に滞在し商館長にまで出世し、帰国後の1664年にフランス東インド会社の設立時の社長となる。カロンは日本との交易も計画したが、これは実現しなかった[6]。
- 1636年 - フランス・ドミニコ会の宣教師ギヨーム・クルテ（フランス語版）が日本に上陸する。クルテは江戸幕府が発した1613年の禁教令に反し、秘密裏に布教活動を行っていた。その後拘束、拷問を受け、1637年9月29日に薩摩藩の鹿児島で死亡した。
- 1640年から1780年までフランス人が日本を訪れたという記録は残っていない。
- 1787年 - ラ・ペルーズが日本の海域を航海する。ラ・ペルーズは琉球を訪れ、また蝦夷地と樺太の間にある海峡にその名がつけられた（宗谷海峡のこと。国際的な正式名称はラ・ペルーズ海峡である）。
- 1794年 - 1789年開始のフランス革命に関する情報が、長崎・出島のオランダ商館が提出したオランダ風説書によって幕府に伝えられる。

### 19世紀
- 1808年 - 出島のオランダ商館長ヘンドリック・ドゥーフが日本人5人に対してフランス語を教える。
- 1810年 - フランス帝国（フランス第一帝政）皇帝のナポレオン・ボナパルト、オランダ本国（ホラント王国）を制圧して自らのフランス帝国に併合（-1814年）。出島のオランダ商館はフランスに従わず、オランダの商館として活動を継続。

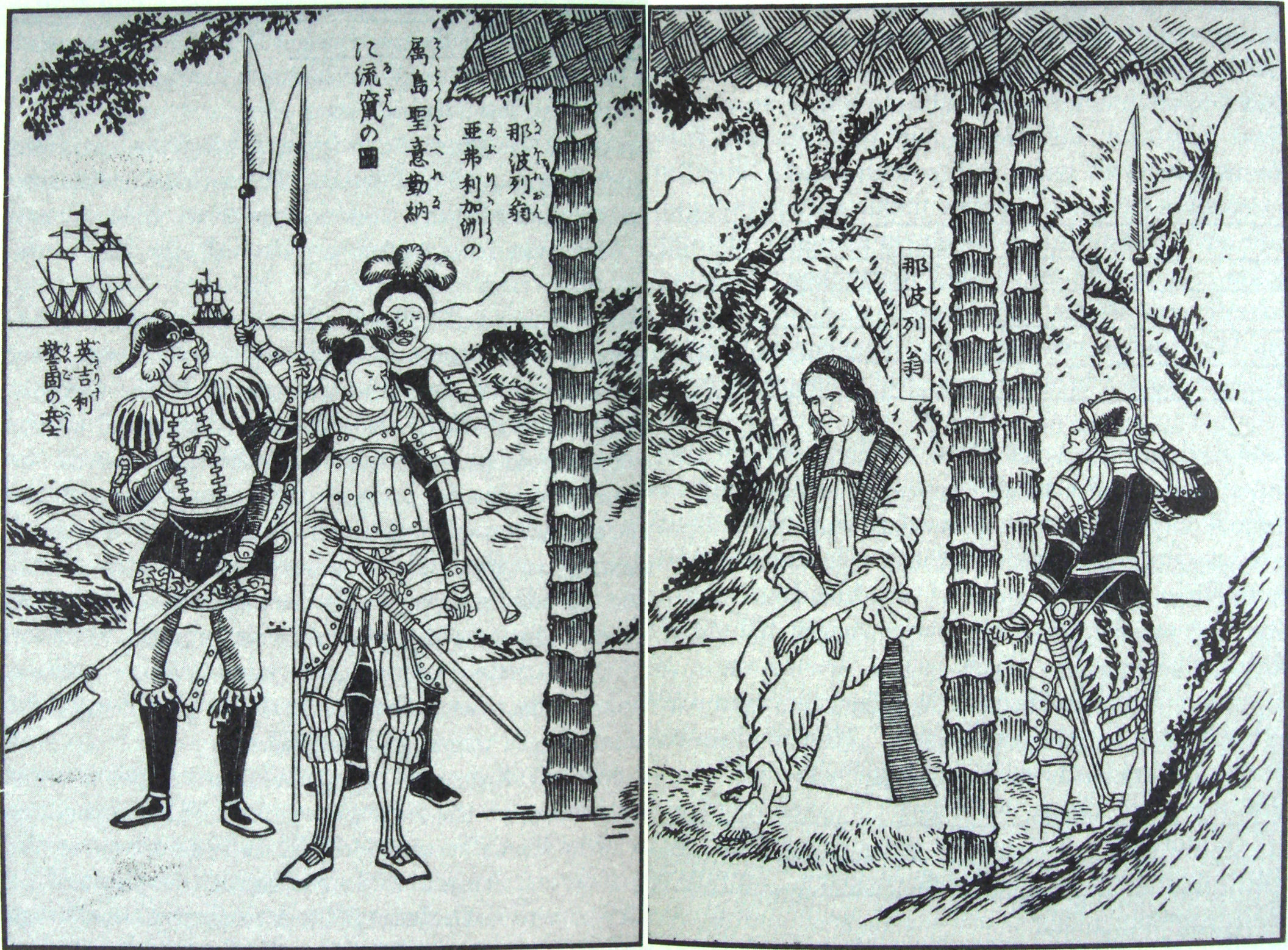
セントヘレナで囚われの身のナポレオン（当時の日本の挿絵）

- 1844年 - アルクメネ号に搭乗したフォルニール＝ドゥプラン大佐率いるフランス海軍の探検隊が琉球に到達する。交易は拒否されたが、テオドール＝オギュスタン・フォルカード神父と通訳1人が琉球に残る。
- 1846年 - ジャン＝バティスト・セシール（フランス語版）海軍少将が長崎に到達するが、上陸を拒否される。

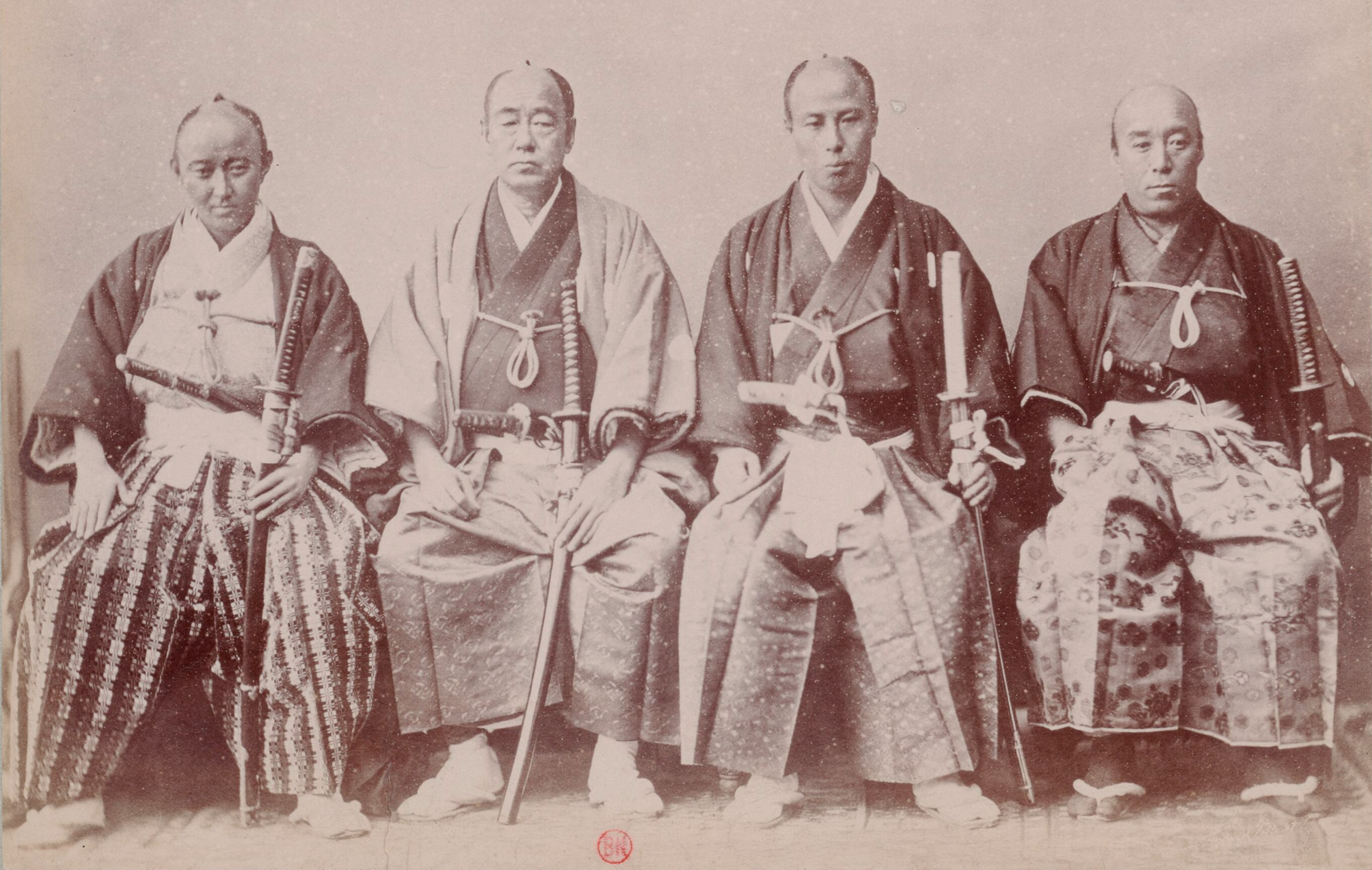
第1回遣欧使節（1862年）

- 1855年 - 11月24日、フランスは琉球との間で条約を締結。
- 1858年 - 江戸においてフランスと日本との間での最初の条約となる日仏修好通商条約が調印され（フランス代表はジャン・バティスト・ルイ・グロ）、両国間の外交関係が開設される（不平等条約）。
- 1859年 - 初代フランス特命全権公使ギュスターヴ・デュシェーヌ・ド・ベルクールが来日する。
- 1862年 - 幕府により竹内保徳を長とする第1回遣欧使節（文久遣欧使節）が派遣される。
- 1863年 - 幕府が第2回遣欧使節（横浜鎖港談判使節団）に池田長発を正使として派遣。翌年6月20日、パリ約定を結ぶ。
- 1864年 - 在日フランス公使としてレオン・ロッシュが来日する。下関戦争が起こる。11月、レオンス・ヴェルニーが来日し、横須賀海軍工廠の建設に着手する。初の仏和辞典として『仏語明要』が執筆される。カトリック教会パリ外国宣教会のベルナール・プティジャン司祭が長崎に大浦天主堂を建造。
- 1865年 - 横浜仏語伝習所が開校。実質的な校長は、ロッシュの通訳であるメルメ・カションである。9月、柴田剛中が横須賀海軍工廠建設の準備のためフランスを訪問し、軍事顧問団を日本に送ることに同意。倒幕を目指す薩摩藩などとの関係を強化するイギリス（ハリー・パークス公使）に対抗し、フランスの対幕府支援が徐々に強まる。大浦天主堂で日本人の隠れキリシタンが約250年ぶりに発見。

- 1867年

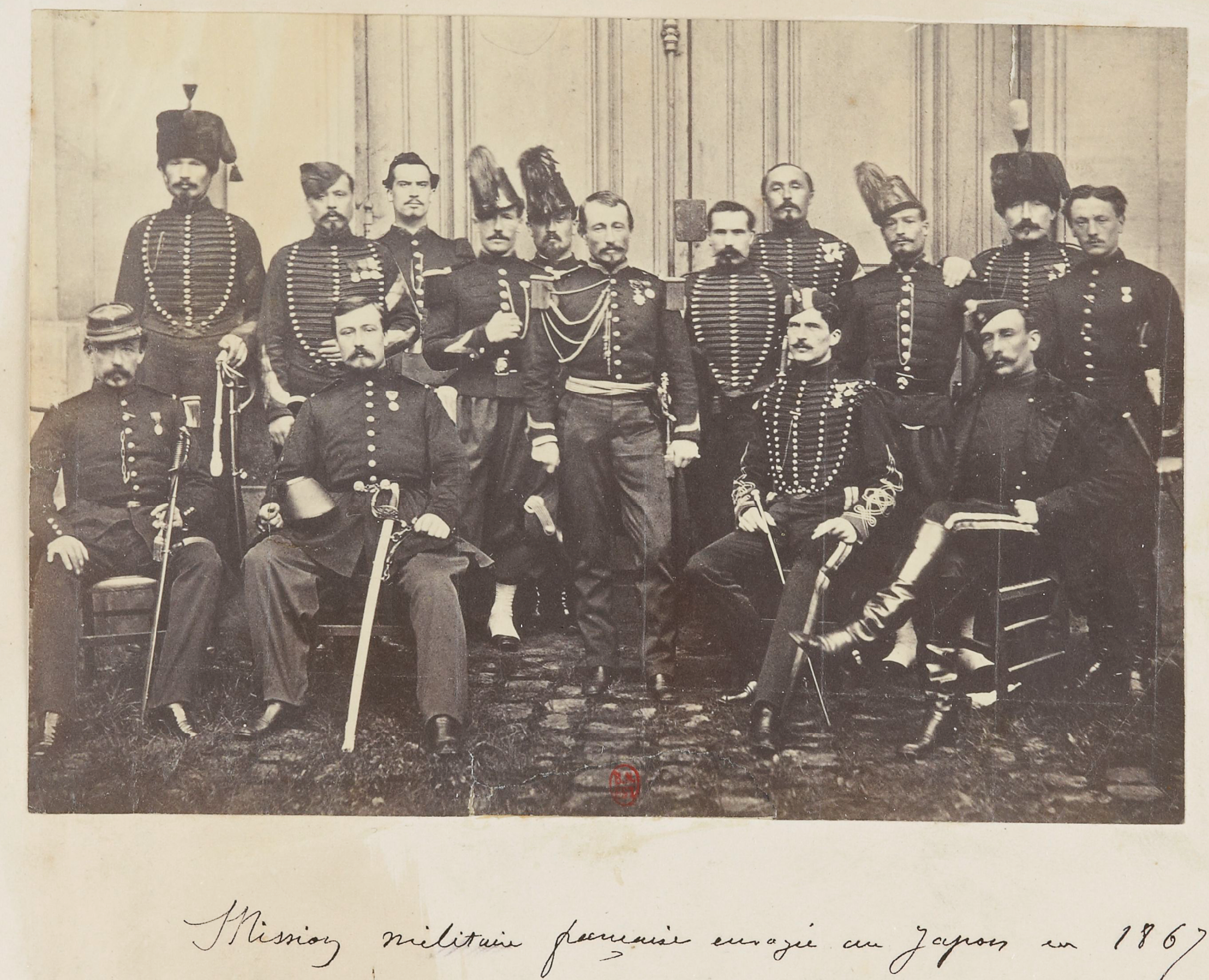
1867年、第1回遣日フランス軍使節団が送られる。前列右から2人目がジュール・ブリュネ。

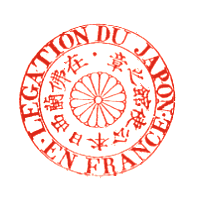
在フランス日本公使館の印（明治時代初期）

  - 1月12日、遣日フランス軍事顧問団が横浜に到着する。代表団にはジュール・ブリュネが含まれていた。
  - 日本はパリ万国博覧会に代表団を派遣する。その際、幕府とは別に薩摩藩と佐賀藩が独自に出展し、特に薩摩藩の独自行動が目立つ。薩摩藩の顧問として博覧会で活躍したフランス人シャルル・ド・モンブラン伯爵が、鉱山技師フランソワ・コワニエを薩摩に連れてきたが、コワニエは翌年には明治新政府に雇われ生野銀山開発を任される。
  - 9月、浦上四番崩れをめぐり、ロッシュ公使と将軍徳川慶喜が大坂城で話し合う。
- 1868年
  - 1月11日、神戸事件が発生する。明石において岡山藩士450人とフランス海軍兵との間で戦闘となり、神戸中心部を外国軍部隊が占拠する事態となる。
  - 2月18日（旧暦1月25日）、フランスを含む諸外国は戊辰戦争における局外中立を申し合わせて決定。ロッシュは個人の資格で旧幕府を支援。
  - 3月8日、デュプレクス号の乗組員であるフランス水兵11人が殺害される堺事件が起こる。明治新政府は外交顧問だったモンブラン伯爵を幕府からパリ駐在の日本総領事に任命されていたポール・フルーリ・エラールの後任として任命した。
  - 戊辰戦争の進展、特にイギリスが支援する新政府側の優勢に伴い、フランス本国が対幕府支援政策を見直し、ロッシュが罷免されて帰国。
  - 同年、現在のフランス国立東洋言語文化研究所で日本語学科が開設され、レオン・ド・ロニーが初代教授に就任。
- 1869年 - ジュール・ブリュネら、元幕府のフランス人軍事顧問団が元幕臣榎本武揚について蝦夷共和国の設立を支援し（フランス式軍制を採用）、箱館戦争で明治政府軍と戦って敗北する。局外中立が解除され、明治政府とフランス帝国が正式に外交交渉を開始。
- 1870年 - アンリ・プレグランが日本初となる日本橋、銀座、横浜でのガス灯設置の指揮を執る。パリのモンブラン伯爵が総領事を解任され、代わって少弁務使鮫島尚信が欧州に向かった。
- 1871年 - 普仏戦争の敗北でフランス帝国（フランス第二帝政）が崩壊し、フランス共和国（フランス第三共和政）が成立。日仏間の外交条約は継続される。
- 1872年 - 鮫島尚信が初代フランス公使となる。鮫島に雇用されたイギリス人フレデリック・マーシャルが日本情報の発信を開始。明治政府の岩倉使節団が第三共和政成立直後のフランスを訪問。ポール・ブリューナにより日本初の近代絹糸工場である富岡製糸場が開設される。京都西陣の職人である佐倉常七、井上伊兵衛、吉田忠七がリヨンに渡航し、翌年ジャカード織機を持ち帰る。第二次フランス軍事顧問団が派遣される。フランス人修道女が横浜で孤児院を設置し、後の横浜雙葉学園や東京の雙葉学園の源流となる。
- 1873年 - 法学者ギュスターヴ・エミール・ボアソナードが近代法体系の構築を支援するために日本に派遣される（司法卿江藤新平は不平等条約改正を急ぐ余りフランス民法を翻訳して日本民法として施行しようとしたが、さすがにボアソナードらの反対で実現しなかった）。フランスなど欧米諸国の強い要求に応じ、日本（明治政府）が江戸時代からのキリスト教禁止令を解除。
- 1874年 - フランス軍事顧問団の協力により、市谷の陸軍士官学校が設立される。
- 1878年 - パリ万博に日本政府が出展。多くの工芸品が出展され、当時隆盛のジャポニスムに影響を与える。
- 1882年 - 馬車鉄道がフランスから導入され、浅草を中心に新橋-上野間を結ぶ。中江兆民がジャン＝ジャック・ルソーの『社会契約論』の訳書『民約訳解』を出版し、自由民権運動の気運を高める。画家ジョルジュ・ビゴーが来日し、日本社会や欧化政策を風刺画で描く（1899年離日）。
- 1884年 - 遣日フランス軍使節団が送られる。黒田清輝が渡仏（-1893年）。日本の洋画の基礎を築く。

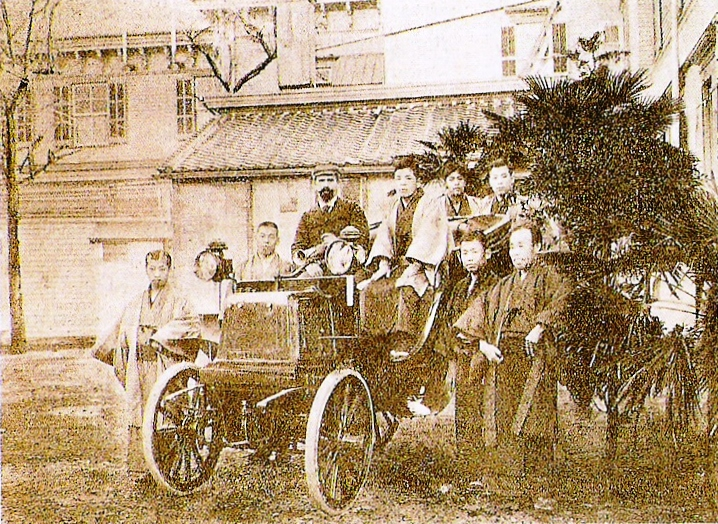
1898年、日本で初めて自動車パナール・ルヴァッソールが走る。

- 1886年 - フランス海軍技師ルイ＝エミール・ベルタンのもと日本海軍が増強され、また呉と佐世保の海軍工廠建設の指揮を執り、日清戦争での日本の勝利に寄与する。
- 1888年 - フランス人宣教師により暁星学校（現・暁星中学校・高等学校）が設立される。
- 1891年 - 露仏同盟の交渉開始。シベリア鉄道の建設資金がフランス資本により賄われ、日露戦争でロシアを支える。
- 1895年 - 三国干渉。フランスはロシア、ドイツと共に日本の遼東半島領有を阻止。
- 1898年 - 日本初の自動車パナール・ルヴァッソールが持ち込まれる。
- 1900年 - 義和団の乱で、日仏両国はともに八カ国連合軍に参加し、清の首都北京を占領。

### 20世紀前半（1945年以前）
- 1904年 - 日露戦争勃発。フランスはロシアに融資しつつ、同年締結の英仏協商にも配慮して中立を維持。東京帝国大学（現・東京大学）内に仏蘭西文学科が設置。
- 1905年 - 日本海海戦。フランスは極東へ回航中のバルチック艦隊をカムラン湾などでの補給で支援。日露戦争終結。
- 1906年 - 初代駐日フランス大使（英語版）オーギュスト・ジェラール（フランス語版）が着任。
- 1907年 - 日仏協約締結。中国（清）における日本（満洲・内蒙古・福建省）とフランス（広東省・広西省・雲南省）の利権を相互に承認。日本政府はベトナム人による東遊運動を抑圧。
- 1909年 - 自動車に牽引された複葉グライダーが日本で初めて飛行する。この飛行は相原四郎海軍大尉とフランス海軍中尉ル・プリウール（フランス語版）の協力のもと、上野で行われた。
- 1910年 - 徳川好敏陸軍中将がフランスで飛行士訓練を受け、アンリ・ファルマン機で飛行する。トヨタグループ創業者の豊田佐吉が紡績技術を学ぶためフランスに渡る。
- 1911年 - 日仏通商航海条約調印。同年の日米通商航海条約を受け、関税自主権の回復で不平等条約改正が完了。
- 1912年 - 画家の藤田嗣治が渡仏。パリの芸術界で成功を収める。
- 1913年 - 東京でフランス語教室が開講され、翌1914年にアテネ・フランセと命名。以後、日本でのフランス語教育の中心組織として機能する。
- 1914年 - 第一次世界大戦。日本とフランスは共に連合国側で戦う。
- 1917年 - 日本海軍が巡洋艦明石などを地中海に派遣し、フランスなどの軍事行動を支援。
- 1918年 - 第一次世界大戦終結。遣日フランス軍使節団が送られる。十月革命後のロシア内戦に日仏両国も参加（対ソ干渉戦争）。フランスはヨーロッパ・ロシア北部で1920年まで、日本はシベリア出兵として1922年（北樺太撤兵は1925年）まで出兵を継続したが、ボリシェヴィキ政権（後のソビエト連邦）の打倒には失敗。
- 1919年 - 日仏両国、パリ講和会議に参加し、ドイツとヴェルサイユ条約を締結。日本の首席全権はソルボンヌ大学留学の経験がある元首相の西園寺公望。
- 1920年 - 国際連盟発足。日仏両国は常任理事国として参加。
- 1921年 - 摂政宮裕仁親王（後の昭和天皇）の欧州歴訪で、フランスも訪れる。実業家で川崎造船所社長の松方幸次郎がパリを訪問し、フランスの美術品を自らの「松方コレクション」に加え始める。
- 1924年 - 渋沢栄一の尽力で日仏会館設立。同年、フランスから日本への初飛行がなされる。パリオリンピックが開催され、日本選手団はアマチュアレスリングのフリースタイル・フェザー級で内藤克俊が銅メダルを獲得。同大会で唯一の日本人メダリスト。
- 1925年 - 日本からフランスへの初飛行がなされる。
- 1929年 - 薩摩治郎八（バロン薩摩）、パリでの日本人留学生宿泊研修施設を建設した功績でレジオンドヌール勲章を受賞する。同年、芸術家の岡本太郎が渡仏。後にパリのソルボンヌ大学に入学し、哲学・民俗学などを学ぶ。
- 1933年 - 満洲事変に関するリットン調査団にフランスは委員を派遣し、その報告書採択でフランスはイギリス、ドイツなどと共に賛成。唯一反対した日本は国際連盟脱退を通告。初のフランス政府給費留学生が日本から渡航。フランス直輸入のアール・デコ様式による朝香宮邸（現東京都庭園美術館）が完成。
- 1935年 - 川石酒造之助がパリで柔道の指導を開始。フランスにおける柔道普及の始祖となる。
- 1940年 - 6月、第二次世界大戦でパリを占領されたフランスがナチス・ドイツに降伏し、ヴィシー政権（フランス国）が成立。日本はヴィシー政権を承認。この際に岡本太郎が日本へ帰国。9月、日本軍がヴィシー政権下のフランス領インドシナ北部に進み、仏印進駐が開始。当初は戦闘が発生したが、フランス植民地統治を認める形で日本は軍事行動を可能にする。
- 1941年 - 7月28日、日本軍がフランス領インドシナ南部への進駐を開始。アメリカ、イギリスの強い反発を招く。12月8日に太平洋戦争開始。シャルル・ド・ゴールを中心とした自由フランス国民委員会が対日宣戦布告をしたが、実際の戦闘は発生せず、ヴィシー政権支配下のインドシナ植民地に日本軍が引き続き駐留。
- 1944年 - 連合国軍のフランス上陸作戦によりヴィシー政権が崩壊。ド・ゴール首班のフランス共和国臨時政府はフランス領インドシナへの日本軍進駐を認めた協定を無効と宣言。
- 1945年 - 3月11日、現地の日本軍がベトナム帝国などを樹立してベトナム、ラオス、カンボジアをフランスから分離し、フランス領インドシナ軍を日本軍が制圧（明号作戦）。同年8月14日に日本がポツダム宣言受諾を決定し通告。日本軍の武装解除が進む中、ベトナム8月革命が開始され、後の第一次インドシナ戦争へつながる。9月2日に日本のポツダム宣言受諾による降伏文書調印にフランス臨時政府代表が参加。同年12月にフランスは占領下の日本を管理する極東委員会に参加したが、軍隊派遣による日本占領には参加せず。

### 20世紀後半（1945年以降）

1959年6月、読売ホールで第2回「フランス映画祭」が開催された。歓迎パーティーで日本の女優たちに囲まれるミレーヌ・ドモンジョ。

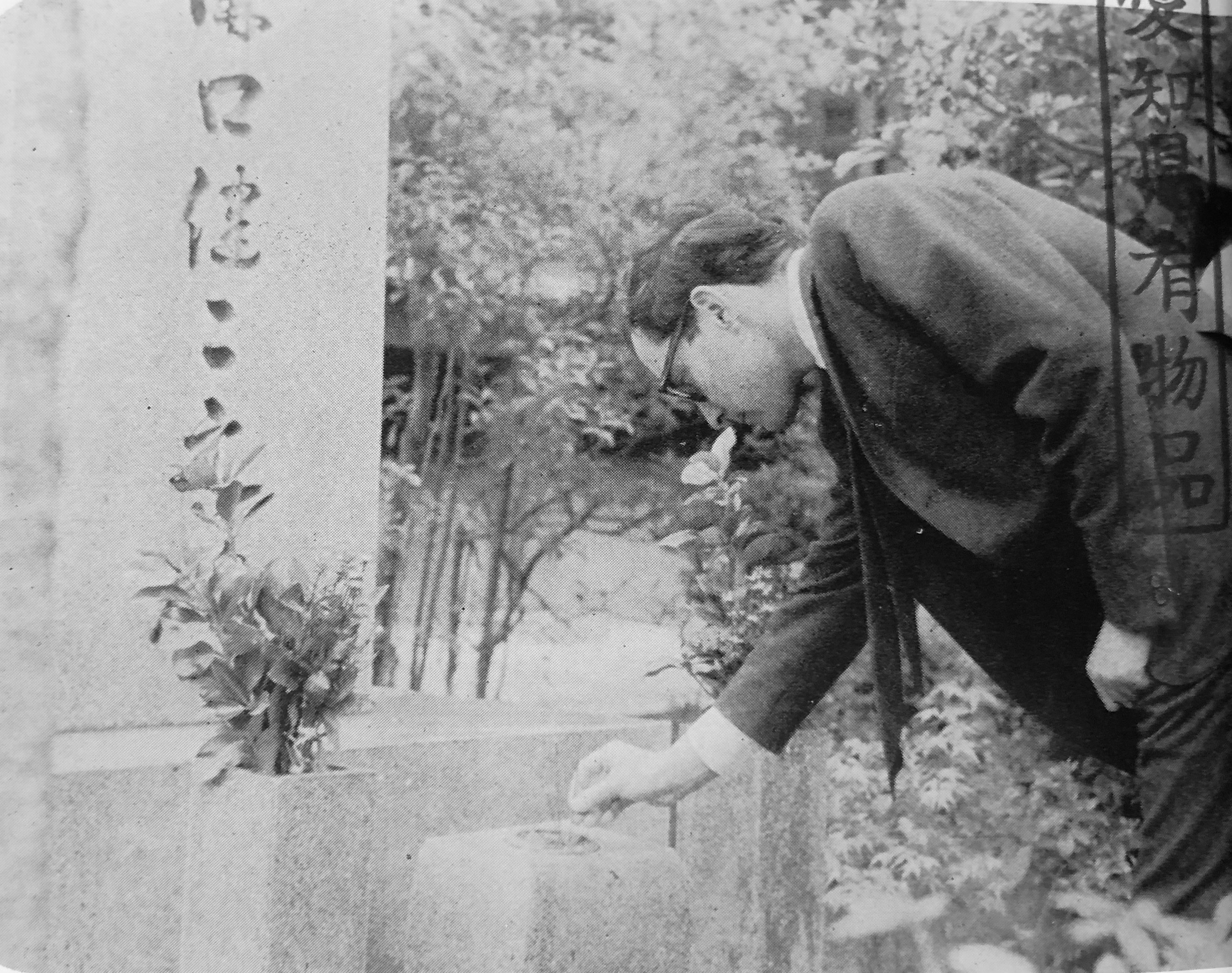
溝口健二の墓参りをするジャン＝リュック・ゴダール（1966年5月4日、京都市）

- 1946年～1950年 ベトナムのサイゴンで、B級・C級戦争犯罪者の裁判が行われる[8]。
- 1946年
  - ベトナム独立戦争（第一次インドシナ戦争）開始。一部の残留日本兵はベトミンに協力して独立戦争を支援。
  - 作家の志賀直哉、「日本の国語をフランス語に」と提案する（ただし、志賀本人はフランス語が話せなかった[9]）。
  - フランス柔道柔術連盟（のちのフランス柔道柔術剣道及び関連武道連盟。通称フランス柔道連盟。）設立。
- 1948年 - 極東国際軍事裁判。フランスは判事と検察官を送ったが、顕著な影響力は発揮できずに終わる。
- 1951年
  - 4月28日、日本国との平和条約（サンフランシスコ講和条約）の締結により、日本とフランスの間の戦争状態が終結。
  - 10月、アリアンスフランセーズ（在日フランス協会）が復活、10月25日に再開式を実施。本部は横浜フランス領事館に置かれた[10]。
  - 12月、第1回ヨーロッパ柔道選手権大会がフランスで開催され、講道館館長の嘉納履正が視察。
- 1952年
  - 日本の独立回復により、両国間の国交が回復。エールフランスがパリ-東京（東京国際空港〈羽田空港〉）路線を就航する。
  - 4月29日 - 戦後初、フランス大統領から天皇誕生日の祝電が伝えられた。これに昭和天皇が答電を発した[11]。
  - 5月26日 - フランス政府がBC級戦犯38名に対し特赦を行った。
  - 12月 - 全日本柔道連盟が国際柔道連盟に加盟。フランスなどが整備を進めた国際組織が柔道発祥国の日本を迎え入れる形となり、嘉納履正が同連盟会長に就任。
- 1953年
  - 2月6日 - 日本政府は、前年の特赦に対する感謝決議を行った[12]。
  - 4月 - 日仏文化協定が調印され、日仏会館を中心とした文化交流の推進、戦後にフランス政府が差し押さえた松方コレクションの一部返還と日本国内での展示施設となる国立西洋美術館[13]の建設などで合意[14]。
  - 10月18日から28日にかけて、第1回「フランス映画祭」がユニフランス・フィルムの主催により、東京都、大阪市、京都市で開催された。アンドレ・カイヤット、ジェラール・フィリップ、シモーヌ・シモンが映画祭に参加するため来日した[15]。
- 1954年 - 第7回カンヌ国際映画祭で『地獄門』（大映配給、衣笠貞之助監督）がグランプリを受賞。
- 1955年 - 国立西洋美術館の基本設計者となったル・コルビュジエ[16]が来日し、東京・上野恩賜公園の建設予定地を視察。実際の設計はル・コルビュジエの弟子の前川國男らが担当[14]。藤田嗣治がフランス国籍を取得し、その後日本国籍を放棄してフランスで病没。
- 1957年 - フランスの映画監督イヴ・シャンピと日本の女優岸惠子が結婚。岸は1975年の離婚後もパリに居住し、日本とフランスの文化交流に活躍する。
- 1958年 - 京都市とパリが両国間初の姉妹都市協定を締結。同年にソルボンヌ大学日本語学科卒のフランソワーズ・モレシャンが来日。NHKのフランス語会話出演などを通じ、在日フランス人文化人の先駆者となる。
- 1959年
  - 国立西洋美術館が一般公開され、松方コレクションも展示[14][17]。
  - 6月8日から13日にかけて、第2回フランス映画祭がユニフランス、日本映画海外普及協会、外国映画輸入配給協会の主催により、東京都の読売ホールで開催された。ジュリアン・デュヴィヴィエとミレーヌ・ドモンジョが映画祭に参加するため来日した[7][18]。
- 1960年 - エールフランスが大相撲の幕内最高優勝商品としてフランス旅行招待を提供（毎年1月場所のみ）。1966年までの授与中に佐田の山晋松・柏戸剛・大鵬幸喜の各横綱がフランスを訪問。
- 1963年
  - 日本、部分的核実験停止条約を批准。フランスは調印を拒否し、核兵器開発を継続。
  - 4月1日から10日にかけて、第3回フランス映画祭が東商ホールで開催された。フランソワ・トリュフォー、アラン・ドロン、マリー・ラフォレ、セルジュ・ブールギニョン、アレクサンドラ・スチュワルト、アルベール・ラモリスらが映画祭に参加するため来日した[19]。
- 1964年 - 10月10日から24日にかけて東京オリンピック開催。フランス選手団は馬術競技総合の障害飛越競技個人でピエール・ドリオラが同選手団で唯一の金メダル、選手団全体では15個のメダルを獲得。
- 1966年
  - 2月1日から14日、および3月14日から27日にかけて、「世界前衛映画祭」が草月会館ホールで開催された。プログラムはシネマテーク・フランセーズのアンリ・ラングロワによって選定され、上映プリントもシネマテーク・フランセーズ所有のものが多く使われた。ラングロワは映画祭に参加するため来日した[20]。
  - 4月28日から5月8日にかけて、ジャン＝リュック・ゴダールが日本に滞在。日本未公開の『男性・女性』の特別上映会が開催された[21]。
  - 5月8日から28日にかけて、ロラン・バルトが日本に滞在。バルトはこの後も、1967年3月5日-4月5日、同年12月18日-1968年1月19日と、計3回たてつづけに日本を訪れている[22]。
  - 9月18日から10月16日にかけて、ジャン＝ポール・サルトルとシモーヌ・ド・ボーヴォワールが日本に滞在[23]。
  - 10月11日から19日にかけて、第4回フランス映画祭が東商ホールと草月ホールで開催された。クロード・ルルーシュ、マリー＝フランス・ピジェ、ジャン＝ルイ・トランティニャン、パスカル・オードレ、ジャック・シャリエらが映画祭に参加するため来日した[24][25]。
  - 森村桂がフランスの海外領土ニューカレドニアへの旅行記『天国にいちばん近い島』を出版。同じくフランス海外領土のタヒチを含む南太平洋地域への観光旅行ブームの源流となる。
- 1968年 - グルノーブル冬季オリンピック開催。日本選手団からはメダル獲得ないし入賞はなし。
- 1971年 - 昭和天皇、歴代天皇としては初、自身は50年ぶりのフランス訪問（ヨーロッパ各国訪問）。三越、日本資本として初めてパリに百貨店を開業。
- 1972年 - フランスがイギリスと共同開発した超音速旅客機のコンコルド、羽田空港へ初飛来。日本航空が購入を検討したが、最終的には採算性の問題で見送る。フランス革命を題材にした池田理代子の漫画、ベルサイユのばらの連載が開始。
- 1974年 - ルーブル美術館所蔵のモナ・リザが東京国立博物館で展示。4月20日から6月10日までの51日間の会期中に約150万人が訪れ、大ブームになる。宝塚歌劇団が池田理代子の原作（1972年）を基にしたミュージカル「ベルサイユのばら」を初演し、大ヒットとなる。
- 1975年 - フランスのヴァレリー・ジスカール・デスタン大統領が提唱した第1回先進国首脳会議（サミット）がフランスのランブイエで開催され、日本の三木武夫首相も参加。
- 1977年 - ファッションデザイナーの森英恵、自らのオートクチュールブランドショップ、「ハナエ・モリ・パリ」を出店し、アジア人で初めて高級衣装店組合シャンブル・サンディカ（フランス語版）に加盟（2004年に森が引退して脱退）。
- 1978年 - ルイ・ヴィトン、日本初の店舗を東京・銀座に開業。
- 1980年 - シャンソンの女王と称された越路吹雪が病没。
- 1979年 - 第5回東京サミットで、フランスの最高権力者としてジスカール・デスタン大統領が史上初めて訪日。
- 1981年 - 実用フランス語技能検定試験開始。
- 1982年 - フランスのフランソワ・ミッテラン政権は対日貿易赤字拡大への対抗措置として日本からのビデオデッキ通関業務をポワチエの税関に限定して行い、事実上の輸入制限を実施。トゥール・ポワティエ間の戦いの再現とも言われ、日本政府はGATTに提訴。1980年代前半の日本製品の対仏輸出拡大に端を発した経済摩擦が異文化の衝突にまで拡大した象徴例となる。
- 1983年 - 日仏政府間合意により日本製ビデオデッキ通関のポワチエ税関限定利用が終了。以後、日本メーカーのフランス進出が促進される。フランスの総合ファッション企業エルメス、西武百貨店との合弁会社「エルメスジャポン」を設立し日本に進出（後にエルメスの完全子会社化）。
- 1984年 - 第1回日仏文化サミット（開催地：日本）※　フランスの情報文化省と朝日新聞社の共催
- 1986年 - 第2回日仏文化サミット（開催地：フランス）※　フランスの情報文化省と朝日新聞の共催。大相撲、初のパリ公演を実施。相撲愛好者（好角家）で知られるジャック・シラク市長の招きで実現。
- 1980年代後半 - フランス産赤ワインの新酒ボジョレ・ヌーボーが日本でブームとなる。
- 1988年 - アニメ『ドラゴンボール』がフランスで放送開始され大ヒット。以来『ドラゴンボール』はフランスでアニメ・漫画と現在でも親しまれている。
- 1990年 - 大友克洋の漫画『AKIRA』がフランスで刊行され大ヒット。この成功を機に、様々な日本の漫画作品の翻訳出版が行なわれるようになる。
- 1991年 - エディット・クレッソンが12代目フランス首相に就任（1991年5月15日から1992年4月2日）。前任の欧州問題相時代から通商問題を軸にした対日強硬派で知られ、「日本人は黄色いアリ」「ウサギ小屋のような小さいアパートに住んでいる」など人種差別とも取れる発言を続けて在フランス日本大使館から抗議を受ける。
- 1993年 - 横浜で第1回「フランス映画祭横浜」が開催。韓国高速鉄道（2004年、KTXとして開業）の国際入札でフランスのTGV方式が日本の新幹線方式を抑えて受注。以後、日仏間の高速鉄道輸出競争が激化。
- 1995年
  - 5月、ジャック・シラクがフランス大統領に就任。在任中に何度も日本を訪問し、両国関係の緊密化をもたらす。
  - 6月、フランスが南太平洋のムルロア環礁で核実験を実施。日本国内では武村正義蔵相がタヒチでの抗議デモに参加し、フランス製品ボイコットや文化交流の縮小などの対仏批判が広がるが、長期化せずに沈静。
- 1996年 - シラク大統領が国賓として訪日。シャルル・デュトワ、フランス圏の指揮者として初めてNHK交響楽団の常任指揮者に就任（ただしデュトワはスイス人）。
- 1997年 - 4月、「フランスにおける日本年」はじまる（98年3月まで）。同年、パリ日本文化会館が創設される。
- 1998年 - 3月、「日本におけるフランス年」はじまる（99年3月まで）。6月、サッカー日本代表がフランスで開催されたFIFAワールドカップ・第16回大会に出場。多数の日本人がフランスに渡航したが、チケット問題なども発生。大会後にフランス人のフィリップ・トルシエ、日本代表監督に就任。
- 1999年 - フランスの自動車会社であるルノー、日産自動車の株式を44.4%取得し、経営権を確保。ルノー副社長のカルロス・ゴーンが日産の最高執行責任者(COO)に就任し、大規模なリストラを含む経営再建（「日産リバイバルプラン」）に着手。
- 2000年 - シラクの肝煎りで、大相撲の幕内最高優勝力士にフランス大統領杯（ジャック・シラク杯）の授与が開始。9月、シドニーオリンピックの柔道男子100kg超級決勝でダビド・ドゥイエが篠原信一に勝利した試合を巡って誤審問題が発生し物議を醸した。両国間の感情的な対立に発展したが篠原が敗北を潔く受け入れ訪日経験が豊富なドゥイエが自国民に対し、自制を求める声明を出した事で沈静化した。フランスの大手小売業カルフールが日本に進出（2005年にイオンへ日本法人を譲渡）。パリで開かれた第1回「Japan Expo」では日本の漫画・アニメ・ゲームなどのサブカルチャーが紹介され、その後も毎年継続している。

### 21世紀
- 2001年 - カルロス・ゴーンが日産自動車の社長兼最高経営責任者(CEO)に就任。両国間の製鉄会社協力として、新日本製鐵とユジノール（2002年からアルセロール、2006年からアルセロール・ミッタル）が技術提携を開始。
- 2002年 - フィリップ・トルシエ率いるサッカー日本代表、韓国との共催となったW杯日韓大会でベスト16に進出。大会後にトルシエは退任。
- 2004年 - 松井大輔がフランスサッカーリーグ2部（リーグ・ドゥ）のル・マンUCに入団、その後の活躍を『le soleil du Mans（ル・マンの太陽）』と称賛される。同年、同リーグのグルノーブル・フット38を日本のインデックス社が買収。
- 2005年 - 国際熱核融合実験炉(ITER)の建設地がフランス南部のカダラッシュに決定。立地を激しく争っていた日本の青森県六ヶ所村には関連施設として2007年に「国際核融合エネルギー研究センター」（国際核融合材料照射施設）が開所される。
- 2007年
  - シラクが大統領を退任。後任のニコラ・サルコジは相撲批判などで知られ、大統領就任後に発した相撲への中傷発言などを経てフランス大統領杯が廃止される。
  - シラクが日本の東京相和銀行（現在の東京スター銀行）に約50億円の口座を持つという不正蓄財疑惑などが指摘されるが、本人が否定。
- 2008年 - 日仏修好150周年行事が開催。
- 2009年 - フランス政府が池田理代子にレジオン・ドヌール勲章シュバリエ章を授与。「ベルサイユのばら」などを通じた両国間の文化交流への貢献が理由。
- 2010年 - 8月14日、フランスの極右政党である国民戦線（現・国民連合）のジャン＝マリー・ル・ペン党首が日本の右翼団体一水会の招待で東京の靖国神社を参拝。9月に三越パリ店が閉店。10月に日仏会館が公益財団法人に移行。
- 2011年
  - 3月11日、東北地方太平洋沖地震（東日本大震災）が発生。太平洋南東部のフランス領ポリネシアではマルキーズ諸島で3m、タヒチ島で40cmの津波を観測。
  - 3月31日、サルコジ大統領が訪日。福島第一原子力発電所事故に対するフランスからの支援を約束し、同行したフランスの原子力企業、アレヴァ社のアンヌ・ロベルジョン社長兼CEOは専門家の派遣や高濃度放射能汚染水の処理などでの協力を伝える[26]。
  - 5月、フランス北部のドーヴィルでの主要国首脳会議（サミット）に日本の菅直人首相が参加。
  - 7月、駐日フランス大使館の提案により、大相撲で優勝力士に対し日仏友好杯の贈呈が開始。フランス政府からの授与は大統領杯廃止以来4年ぶり。
  - 8月、髙島屋パリ店が閉店し、パリから日系百貨店が消滅。
- 2012年 - サルコジ大統領が退任し、後任にフランソワ・オランドが就任。
- 2013年 - オランド大統領、国賓として日本を訪問。同形式でのフランス大統領訪日は17年ぶり。福島原発事故後は初となる、フランスの再処理工場から福井県の高浜発電所へのMOX燃料輸送を実施。
- 2014年 - 第1回日仏外務・防衛閣僚会合(2+2)をパリで開催。以後、毎年ないし2-3年に一回程度の開催で断続的に開催。
- 2015年 - ヴァイッド・ハリルホジッチ[27]、サッカー日本代表監督に就任。出身地はボスニア・ヘルツェゴビナだが、トルシエに続く2人目のフランス国籍監督となる。
- 2016年 - 7月、第42回先進国首脳会議「伊勢志摩サミット」開催。オランド大統領が来日して会議に参加。同月、国立西洋美術館が世界遺産に認定。8月、リオデジャネイロオリンピックの柔道男子100kg超級決勝でフランスのテディ・リネールが日本の原沢久喜を下して金メダルを獲得。10月、パリ文化会館内に三越が小規模店舗の「ジャパンショップ」を開店。
- 2018年
  - 5月、第71回カンヌ国際映画祭で『万引き家族』がパルム・ドールを受賞。
  - 10月、仏大統領候補だったフランソワ・アスリノが早稲田大学と京都大学で講演・討論[28][29]。
  - 10月17日、安倍晋三首相がフランスを訪問し、エマニュエル・マクロン大統領と首脳会談を実施[30]。
- 2020年
  - 5月12日、新型コロナウイルス感染症の世界的流行 (2019年-)にともない、フランス政府は日本からの入国を禁止[31]。
  - 7月1日、フランス政府は日本からの入国を許可。同日から日本航空による東京 - パリ間の直行便が運行再開[31]。

## 現在の日仏関係

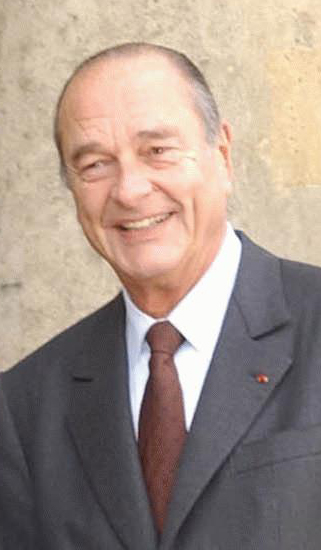
フランスのジャック・シラク大統領。

近年のフランスは、日本との通商面や文化面での交流を強めている。一部ではこの関係が強まったことはフランスのジャック・シラク元大統領が親日家であったためとの見方を持っている。シラク大統領は、国家元首としては最多とされる40回以上の訪日経験を持ち、日本について精通している。フランスでは輸出奨励運動 Le Japon, c'est possible （ル・ジャポン・セ・ポシブル、日本語で「日本、それは可能である」）が行われ、人材交流としては外国語青年招致事業も盛んである。このほか、パリ日本文化会館も開設されている。
ただし、シラク大統領の日本への傾倒には反対派からの批判が強く、上記の秘密口座疑惑に加え隠し子の存在も噂として流される事態となった。この反動もあり、保守派の国民運動連合から2007年フランス大統領選挙に勝利しながらシラクへの批判を続けていたニコラ・サルコジが2004年、「日本の相撲は知的なスポーツでは無い。」と語ったとして日本の平林博駐フランス大使に釈明する事態を招き、同大統領選挙の決選投票で敗れたセゴレーヌ・ロワイヤルも日本のアニメに対して暴力的で性表現が多いという批判を続けるなど、クレッソンの「アリ発言」に続いてフランス社会党の有力政治家による日本への厳しい姿勢が報じられた。一方でフランス国民戦線のナンバー2（全国委員）を長く勤めたブルーノ・ゴルニッシュは日本留学を経験して日本人と結婚するなど、特にフランス政界での対日観は非常に多様で、時として上記のような舌禍も起こる不安定さをはらんでいる。また日本の政財界でフランスへの留学・赴任経験を持つ人物は、特に第二次世界大戦後はアメリカやイギリスと比較すると少ない。
なお、パリ在住の文化史家でもある竹下節子もその著書のなかで、フランスは日本が歴史上主要国のなかで直接戦火を交えていない国であることを指摘している。ただし、実際には第二次世界大戦末期の明号作戦で日本軍がフランス領インドシナ軍と交戦しこれを制圧している他、フランス艦隊は下関戦争にも参加している。

### 分野別

#### 国際協力
国際協力の分野では、フランスと日本は共同でジブチ、マダガスカル、ウガンダなどの国でのHIVや発育不全といった危機的な健康問題にも取り組んでいる。しかし、フランスがヨーロッパ連合に同化するにつれ、日本を含むヨーロッパ以外の国々との関係が疎かになりつつある。

#### 文化
日本とフランスでは相互に芸術と料理の分野で影響し合っている。日本では、テレビ番組である「料理の鉄人」などに見られるようにフランス料理が日本の料理界に大きな位置を占めている。フランスではアニメが人気を集めているが、外国文化の流入に対し強い警戒心を持つフランスはスクリーンクォータの一種である「ブロードバンドクオータ」を実施し、テレビ局での日本製アニメの放送時間はドイツなどと比較すると少ない。
また、日本の娯楽においても中世・ルネサンス期・ナポレオン時代・世界大戦期といったフランスの歴史的な人物や設定がモデルとなっていることもある。日本画や浮世絵の純粋さと、フランスの視覚芸術の近代性と気品は、絵画という創作分野において融合されている。これは日本人にフランスへの関心や親近感を高め、その貢献を認められた池田理代子にフランス政府からレジオン・ドヌール勲章シュバリエ章が授与された事もあった。

#### 科学技術
科学技術の分野でも日仏両国は原子力エネルギー生成の分野において緊密な協力関係を構築している。2005年6月、フランスと日本はコンコルドの後継となる次世代型超音速商業飛行機の開発で協力することを発表した。これらの協力関係の一方で世界各国への高速鉄道や原子力発電所の受注では激しい競争関係にあり、ITERではフランスが誘致合戦に勝利した。

#### スポーツ
大相撲の本場所では、在日フランス大使館より日仏友好杯が贈られる。

## 人物

### 日本に関係するフランス人
- レオン・ロッシュ
- ジュール・ブリュネ
- レオンス・ヴェルニー
- ギュスターヴ・エミール・ボアソナード
- ジョルジュ・アペール
- ジョルジュ・ビゴー
- ポール・クローデル
- フランソワ・アスリノ
- レオン・ド・ロニー
- シャルル・ド・モンブラン
- ジャン=ノエル・ロベール
- アンドレ・ザ・ジャイアント
- フィリップ・トルシエ
- カルロス・ゴーン

### フランスに関係する日本人
- 秋山好古
- 支倉常長
- 福澤諭吉
- 西園寺公望
- 中江兆民
- 光妙寺三郎
- 岸本辰雄
- 宮城浩蔵
- 小倉久
- 東久邇宮稔彦王
- 北白川宮成久王
- 朝香宮鳩彦王
- 柴田剛中
- 藤田嗣治
- 高田博厚
- 岡本太郎
- 黒岩涙香
- 永井荷風
- 村上英俊